# Фламуртарі (Приштина)
Футбольний клуб «Фламуртарі» або просто ФК «Фламуртарі» (алб. Klubi Futbollistik Flamurtari Prishtina; KF Flamurtari) — професіональний косовський футбольний клуб з міста Приштина.

## Історія
КФ «Фламуртарі» був заснований в Приштині 1968 року. За популярністю, це другий футбольний клуб в Приштині. Команда виступала в нижчих дивізіонах чемпіонатів Югославії. В 1990 році, після створення Першої ліги Косова, розпочала виступи в новоствореному чемпіонаті. В 1993 та 1996 роках КФ «Фламуртарі» здобував Кубок Косова, а в сезоні 2006/07 років став фіналістом цього турніру. У сезоні 2010/11 років він зайняв передостаннє 11-те місце і вилітає з Суперліги до першої ліги, яка пізніше змінила свою назву на Суперліге. У сезонах 2015 та 2016 років команда брала участь в плей-оф за право виходу до Суперліги, але кожного разу в цих плей-оф зазнавала поразки.
Команда має офіційно оформлену групу вболівальників, які називають себе «Armata Kuq e Zi» («Червоно-чорна Армія»).

## Досягнення
- Райфайзен Суперліга Косово
  -  Бронзовий призер (3): 2001/02, 2004/05, 2005/06

- Ліга е Пере
  -  Бронзовий призер (1): 2015/16

- Кубок Косова
  -  Володар (2): 1992/93, 1995/96
  -  Фіналіст (1): 2006/07

## Відомі тренери
- Фехмі Прапаштика
- Халіл Садіку
- Луан Преказі
- Ільяз Сіна
- Більбіль Соколі
- Насер Прапаштика
- Юсуф Тортоши
- Абаз Косумі
- Фазіл Хайдарі